# Heinrich Stuhlfauth
Heinrich Stuhlfauth (ur. 11 stycznia 1896 w Norymberdze, zm. 12 września 1966 tamże) – niemiecki piłkarz występujący na pozycji bramkarza. Zawodnik 1. FC Nürnberg.

## Kariera piłkarska
Stuhlfauth swoją karierę piłkarską rozpoczął w Franken Nürnberg, potem grał w Pfeil Nürnberg. Do 1. FC Nürnberg przeszedł w 1916 roku i był jedną z największych gwiazd niemieckiej piłki nożnej oraz drugim obok Ricardo Zamory najlepszym bramkarzem na świecie.
W okresie 8 lipca 1918-5 lutego 1922 1. FC Nürnberg ze Stuhlfauthem w bramce rozegrał 104 mecze z czystym kontem. Bilans bramkowy w meczach tego okresu wynosi 480:47. W czasie gry w 1. FC Nürnberg Stuhlfauth pięciokrotnie zdobywał mistrzostwo Niemiec (1920, 1921, 1924, 1925, 1927) oraz siedmiokrotnie mistrzostwo Południowych Niemiec (1916, 1918, 1920, 1921, 1924, 1927, 1929). Karierę zakończył w 1933 roku w wieku 37 lat. Łącznie dla zespołu z Norymbergi rozegrał 606 meczów.
W latach 1932–1933 jeszcze w czasie kariery piłkarskiej Stuhlfauth był grającym trenerem Kickers Würzburg.

### Kariera reprezentacyjna
Heinrich Stuhlfauth w reprezentacji Niemiec zadebiutował 27 czerwca 1920 roku w przegranym 1:4 meczu towarzyskim z reprezentacją Szwajcarii w Zurychu. Był podstawowym bramkarzem podczas igrzysk olimpijskich 1928 w Amsterdamie.
Dnia 28 kwietnia 1929 roku w meczu towarzyskim z Włochami (2:1) na Stadio Olimpico di Torino w Turynie rozegrał 19. mecz w reprezentacji, czym wtedy pobił rekord Eugena Kippa względem liczby występów w kadrze. Rekord Stuhlfautha pobił w 1932 roku Richard Hofmann.
Ostatni mecz Stuhlfautha w reprezentacji miał miejsce we Frankfurcie w przegranym 0:2 meczu towarzyskim z Włochami. Łącznie dla reprezentacji Niemiec rozegrał 21 meczów.

## Sukcesy piłkarskie
- Mistrz Niemiec: 1920, 1921, 1924, 1925, 1927
- Mistrz Południowych Niemiec: 1916, 1918, 1920, 1921, 1924, 1927, 1929

## Po zakończeniu kariery
Od połowy lat 30. XX wieku był jednym z najstarszych piłkarzy 1. FC Nürnberg. W czasie II wojny światowej brał udział w kampanii wrześniowej. Po wojnie pracował jako nauczyciel wychowania fizycznego i prowadził dla koncernu naftowego Shell filmy edukacyjne o tematyce piłkarskiej. W 1953 roku na zaproszenie Niemiecko-Amerykańskiego Związku Piłki Nożnej wyjechał wraz z drużyną 1. FC Nürnberg po Stanach Zjednoczonych. Został on przyjęty przez klub entuzjastycznie i nazwał to zaproszenie jako "ukoronowanie swojej kariery". W 1956 roku Stuhlfauth został wybrany w plebiscycie na najpopularniejszym zawodnikiem niemieckiej piłki nożnej.

## Śmierć
Heinrich Stuhlfauth zmarł dnia 12 września 1966 roku na zawał serca w wieku 70 lat.

## Wyróżnienia
- 1960 - Medal Obywatela miasta Norymberga
- 1966 - Honorowa Odznaka DFB oraz mianowanie honorowym kapitanem 1. FC Nürnberg
- 2008 - mianowanie członkiem Galerii Sław Niemieckiego Sportu[3]
- 2010 - drugi (za Andreasem Köpkem) najlepszy bramkarz w historii 1. FC Nürnberg w głosowaniu internetowym[4]